# Bullyang gajok
Bullyang gajok (불량가족?), noto anche con il titolo internazionale Bad Family, è un drama coreano del 2006, diretto da Yoo In-shik.
L'opera è il secondo "episodio" della serie tematica Bullyang, iniziata con Bullyang jubu (2005) e terminata con Bullyang couple (2007).

## Trama
Baek Na-rim è una bambina di nove anni che in un attimo si vede uccidere l'intera sua famiglia da un conoscente del padre; traumatizzata dall'evento, la piccola si scorda tutto ciò che riguardava i suoi cari, e inoltre non riesce più a parlare. Per far tornare Na-rim alla normalità, lo zio della bambina incarica allora il gangster Oh Dal-geon di creare una finta famiglia per Na-rim.
Le persone scelte da Dal-geon sembrano inizialmente essere inadatte al compito, tuttavia con il passare del tempo tutti si affezionano alla bambina e iniziano a sentirsi davvero legati l'uno all'altra. I finti genitori – Jo Gi-dong e Uhm Ji-sook – decidono peraltro di sposarsi realmente, mentre Dal-geon si innamora di Kim Yang-ah, ragazza sincera e tenace a cui Dal-geon doveva del denaro.
Na-rim rimane infine, con il benestare dello zio, nella sua nuova famiglia, venendo legittimamente adottata; la sua storia viene inoltre trasposta in un libro, intitolato Bad Family, che riscuote un gigantesco successo.